# Vue du Campo Vaccino
Vue du Campo Vaccino est une peinture à l'huile sur toile du peintre français du Baroque Claude Lorrain datant de 1636 et conservée au musée du Louvre à Paris.

## Historique de l'œuvre
Ce paysage est peint pour l'ambassadeur français à Rome, Philippe de Béthune (1561-1649) auprès du pape  Urbain VIII et qui, retiré dans son château de Selles-sur-Cher, désire vraisemblablement un souvenir de la ville où il a passé une décennie. On suppose qu’il est légué avec son pendant à Hippolyte de Béthune (1603-1665), son fils aîné, qui hérite de la collection de son père. Il est ensuite la propriété de la comtesse de Verrue (1737), de Louis Gaignat (1757), d'Augustin Blondel de Gagny (1769), d'Antoine Poullain (1776) et du duc Louis Hercule Timoléon de Cossé-Brissac (1780-1793). Confisqué pendant la Révolution française, il entre au musée du Louvre en 1793.
La toile a subi une addition de trois centimètres dans sa partie inférieure avant 1781, date à laquelle une gravure le reproduisait déjà avec ses mesures actuelles.
Ce tableau formait un pendant avec Vue d'un port avec le Capitole (1636, musée du Louvre, Paris).
Il figure avec le numéro 9 dans le Liber Veritatis, le cahier de dessins où Claude notait toutes ses œuvres pour éviter les falsifications. La signature « CLAVDIO » y figure avec, au verso, l’inscription « faict pour monsig. lambasadeur De France mons.r De betune à Rome Claudio fecit in V.R. »
Un dessin préparatoire est conservé au British Museum de Londres (R 68, nº 124). Plusieurs copies du tableau existent, une est conservée à la Dulwich Picture Gallery de Londres et une autre à la Galerie nationale d'Irlande de Dublin.
Au cours du XVIIIe sièclee, les deux pendants sont attestés dans plusieurs ventes, leur prix augmentant au fur et à mesure des décennies : 3 350 livres à la vente de la comtesse de Verrue (1737), 6 200 livres à la vente Gaignat (1769), 11 904 livres à la vente Blondel de Gagny (1776), 11 003 livres à la vente Poullain (1780).

## Contexte

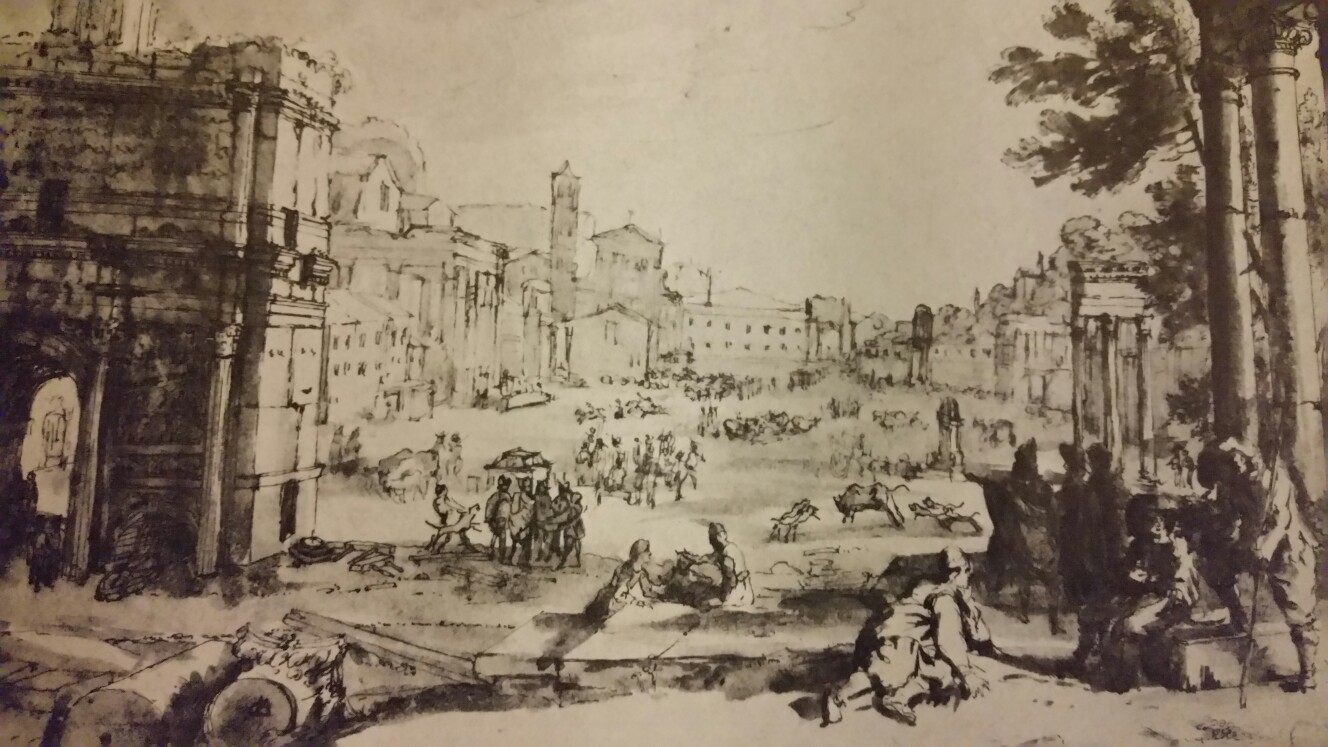
Dessin nº 9 du Liber Veritatis correspondant au tableau.

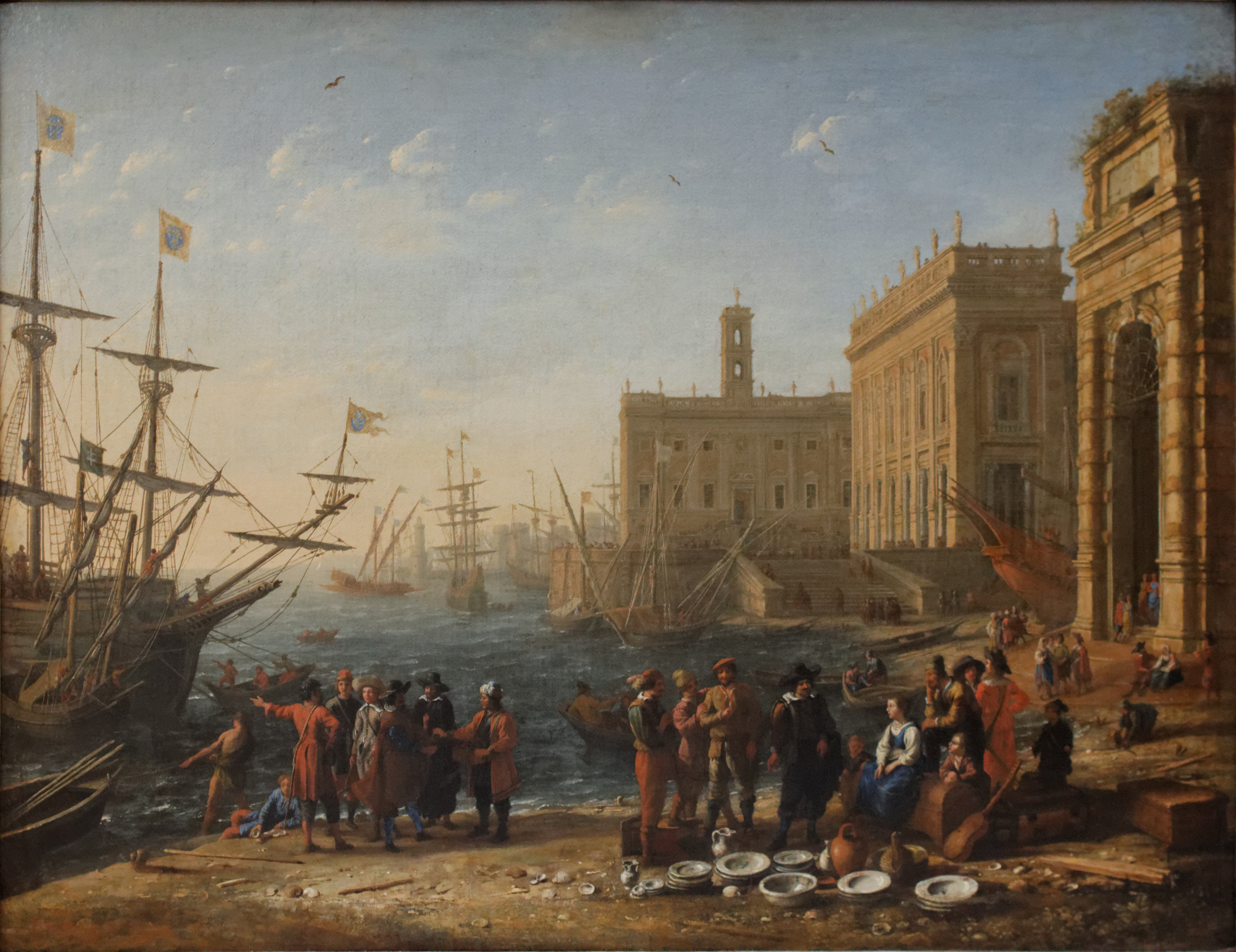
Vue d'un port avec le Capitole, son pendant.

Claude Lorrain est un peintre français établi en Italie. Appartenant à la période de l’art baroque, il s’inscrit dans le courant du classicisme français, dans lequel il excelle dans la peinture de paysage. Dans son œuvre, il reflète un nouveau concept dans l’élaboration du paysage en se basant sur des références classiques, le « paysage idéal », qui met en évidence une conception idéale de la nature et du monde intérieur de l’artiste. Cette façon de traiter le paysage lui donne un caractère plus élaboré et intellectuel et devient l’objet principal de la création de l’artiste, de la mise en forme de sa conception du monde, de son interprétation de sa poésie, qui évoque un espace idéal et parfait.
Ce tableau s’inscrit dans une période de grande fécondité de l'artiste, qui marque le début d’une étape de maturité dans sa production. Claude Lorrain s’est fait peu à peu un nom comme peintre de paysage, au point qu’en 1635, il reçoit une de ses plus grandes commandes, huit grandes toiles pour le palais du Buen Retiro, commandées par Philippe IV ; les œuvres peintes pour le monarque espagnol sont les plus monumentales qu'il a réalisées jusqu’à présent et leur conception solennelle et majestueuse marque un point culminant dans sa production.
Campo Vaccino est le nom donné entre les XVIe et XVIIIe siècles à la zone où se trouvent les ruines du Forum Romain (Rome). Le nom dérive d’un marché de bovins établi là, qui a survécu jusqu’à l’occupation napoléonienne, date à laquelle commencent les fouilles archéologiques au Forum. Apparemment, l’ambassadeur Béthune voulait deux vues de Rome comme souvenir, une de la partie antique de la ville (le Campo Vaccino) et une autre de la partie nouvelle, qui est celle qui apparaît dans le pendant de ce tableau, Vue d'un port avec le Capitole, où l’on peut voir, en bord de mer, la place du Capitole avec le palais sénatorial et le palais des Conservateurs, actuel siège des musées du Capitole, mais sans le Palais Neuf, dont la construction n'est achevée qu’en 1654 ; cet ouvrage est considéré comme l’un des premiers de la série des Ports de mer de l'artiste. Ces deux tableaux sont les seules vues de Rome réalisées par Claude, qui tend plutôt à dessiner des paysages dans ses toiles.

## Description et analyse
La vue du tableau est prise du Capitole et reflète la stricte réalité topographique. Sur sa droite se dressent trois colonnes appartenant aux ruines du temple de Saturne et, derrière elles, des arbres majestueux. Au pied de ces colonnes, plusieurs personnages bavardent, vêtus de vêtements de l’époque. Sur le côté gauche et en arrière-plan, on voit la moitié de l’arc de Septime Sévère, puis la façade du temple d'Antonin et Faustine. Plus loin dans l'arrière-plan, on aperçoit des bâtiments de la Rome de l’époque, tandis que dans la partie centrale du tableau, le marché est installé sur une esplanade avec une multitude de gens qui y font du commerce. Le ciel est couvert de nuages. Selon une radiographie, en bas à droite, là où se trouvent les figures bavardant, il y avait, dans une première version du tableau, une colonne tombée sur le sol, dans une composition semblable à une des œuvres de Claude datant de quelques années auparavant, Caprice avec des ruines du Forum romain (Museum of Fine Arts, Springfield (Massachusetts)).

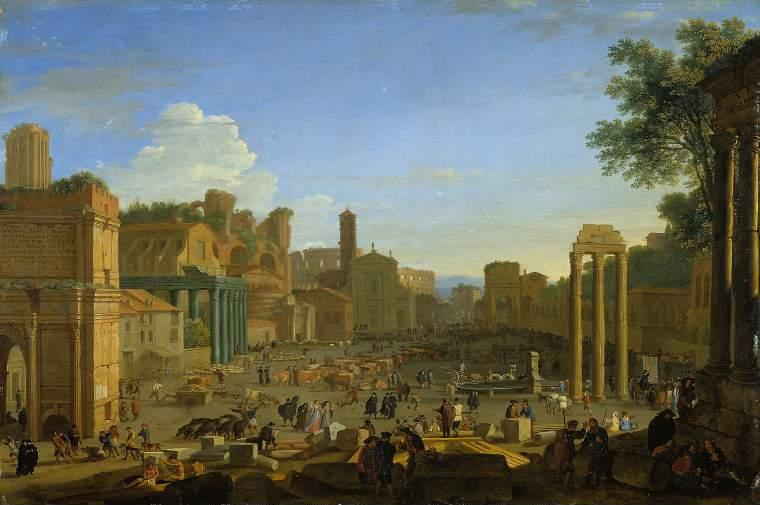
Herman vont Swanevelt, Vue du Campo Vaccino (1631), Fitzwilliam Museum, Cambridge.

Pour la réalisation de ce tableau, Claude s’est inspiré tant sur le plan stylistique qu’iconographique de plusieurs artistes de l’époque auteurs de vues de Rome, comme Pieter van Laer, Jacques Callot ou les soi-disant Bamboccianti, un groupe d’artistes réalisant des vues de Rome et des scènes quotidiennes de la ville avec des personnages populaires généralement de petite taille, comme dans cette œuvre de Lorrain, et en particulier d'Herman van Swanevelt, auteur d’une Vue du Campo Vaccino (1631, Fitzwilliam Museum, Cambridge) de conception similaire à celle de Claude. Cependant, si l’œuvre de Swanevelt est riche en détails et d’un coloris lumineux et uniforme, le tableau de Claude donne la priorité à l’unité de la scène, modifiant même les proportions de certains bâtiments, ainsi qu'à la luminosité, qui est plus contrastée, avec un premier plan plus sombre et un arrière-plan plus clair, éclairé par une lumière de couleur rose.

Vue du Forum Romano depuis le Capitole.